# کریس کلفرد
کریستوفر «کریس» کلِفُرد (سوئدی: Chris Kläfford؛ زاده ۱۰ آوریل ۱۹۸۹) خواننده اهل سوئد است.

## حرفه
کلفرد کار موسیقی خود را از ده سالگی با اجرا در بارهای کوچک شروع کرد. در سال ۲۰۱۷، با این حال، کلفرد برنده سیزدهمین فصل از مسابقه آیدل سوئدی شد.
کلفرد در حال حاضر در امریکاز گات تلنت شرکت می‌کند، جایی که اولین انتخاب آهنگ او "Imagine" بود.